# Statsraad Lehmkuhl
Стадсраад Лемкуль (норв. Statsraad Lehmkuhl, в переводе — «Член кабинета министров Лемкуль» или «Министр Лемкуль») — трехмачтовый норвежский парусный корабль, барк, 1914 года постройки. Приписан к порту Берген.
Является самым старым и самым большим парусным судном в Норвегии.

## История
Построен в 1914 году на верфи «Иоганн Текленборг» в Геестемюнде, как учебный корабль для курсантов германского торгового флота, назван «Гроссгерцог Фридрих Август».
После окончания Первой мировой войны барк стал трофеем британской армии.
В 1921 году парусник был куплен Норвежским судоходным союзом, по инициативе бывшего члена кабинета министров Норвегии (министр труда в 1905—1907 годах), директора судоходного общества города Бергена Кристофера Лемкуля (Kristofer Lehmkuhl), в честь которого и был переименован.
В самом начале Второй мировой войны барк был захвачен немецкими войсками и в апреле 1940 года был переименован в «Wastwards», использовался как продовольственный склад.
В 1967 году парусник был куплен судовладельцем и магнатом Хилмаром Рекстеном, который через 11 лет передал барк в специально созданный Парусный Фонд имени Кристофера Лемкуля (Stiftelsen Seilskip Statsraad Lehmkuhl). С тех пор эта организация является собственником судна.
В 1978 году парламент Норвегии принял постановление считать «Стадсраад Лемкуль» национальным достоянием.

## Барк сегодня

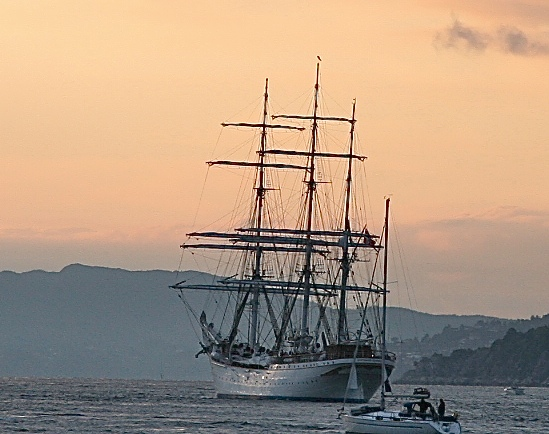
«Стадсраад Лемкуль», 2007

Сегодня барк «Стадсраад Лемкуль» часто используется в качестве учебного корабля для обучения будущих офицеров военно-морской академии Королевских ВМС Норвегии.
С 2005 года парусник может быть зафрахтован для однодневных морских путешествий, является местом для проведения конференций и корпоративных вечеров. Также барк выполняет морские круизы длительностью до 10 суток.
Барк регулярно участвует в регатах, в том числе в Tall Ships' Race.

## В нумизматике
Барк изображен на монетах Северной Кореи 2004 года в 7 и 20 вон.

## Парусники серии
«Стадсраад Лемкуль» является третьим из серии четырёх однотипных парусников:
- Duchesse Anne, 1901 года постройки
- Дар Поморья, 1909 года постройки
- Шульшифф Дойчланд, 1927 года постройки